# بتمن (فیلم ۱۹۶۶)
بتمن (انگلیسی: Batman) فیلمی به کارگردانی لسلی اچ مارتینسون است که در سال ۱۹۶۶ منتشر شد.

## بازیگران و شخصیت ها
| بازیگر       | نقش                           |
| ------------ | ----------------------------- |
| آدام وست     | بتمن/بروس وین                 |
| برت وارد     | رابین/دیک گریسون              |
| لی مری وثر   | کت وومن (با نام مستعار کیتکا) |
| سزار رومرو   | جوکر                          |
| فرانک گورشین | ریدلر                         |
| بورگس مریدیت | پنگوئن                        |
| آلن نیپی یر  | آلفرد پنی‌ورث                  |
| نیل همیلتون  | جیمز گوردون                   |
| استافورد رپ  | سربازرس مایلز اوهارا          |
| مج بلیک      | عمه هریت کوپر                 |